# Molly of Denali
Molly of Denali – kanadyjsko-amerykański serial animowany, który swoją światową premierę miał 15 lipca 2019 roku na kanale PBS Kids oraz CBC Television.

## Fabuła
Seria opowiada o 10-letniej Molly, rdzennej dziewczynie z Alaski z fikcyjnej wioski Qyah. Jej rodzina prowadzi punkt handlowy Denali.

## Obsada
- Sovereign Bill jako Molly Mabray
- Sequoia Janvier jako Tooey Ookami
- Vienna Leacock jako Trini Mumford
- Jules Koostachin jako Layla Mabray
- Ronnie Dean Harris jako Walter Mabray
- Loren Cardinal jako Grandpa Nat
- Adeline Potts jako ciocia Midge
- Ellen Kennedy jako Singing Moose and Video Voice
- Luc Roderique jako Daniel i spiker
- Michelle Thrush jako Shyahtsoo
- Shaun Youngchief jako pan Patak

## Spis odcinków
| N/o            | Tytuł odcinka           |  |
| -------------- | ----------------------- |  |
|                |                         |  |
| SERIA PIERWSZA |                         |  |
|                |                         |  |
| 01             | Berry Itchy Day         |  |
| 01             | Herring Eggs or Bust    |  |
|                |                         |  |
| 02             | First Fish              |  |
| 02             | A-maze-ing Snow         |  |
|                |                         |  |
| 03             | Bird in the Hand        |  |
| 03             | Bye-Bye Birdie          |  |
|                |                         |  |
| 04             | Culture Clash           |  |
| 04             | Party Moose             |  |
|                |                         |  |
| 05             | Cabbagezilla            |  |
| 05             | Name Game               |  |
|                |                         |  |
| 06             | Hot Springs Eternal     |  |
| 06             | Tooey’s Hero            |  |
|                |                         |  |
| 07             | The Worm Turna          |  |
| 07             | Little Dog Lost         |  |
|                |                         |  |
| 08             | Eagle Egg Hunt          |  |
| 08             | Dream Tube              |  |
|                |                         |  |
| 09             | Suki’s Bone             |  |
| 09             | Brand New Flag          |  |
|                |                         |  |
| 10             | Grandpa’s Drum          |  |
| 10             | Have Canoe, Will Paddle |  |
|                |                         |  |
| 11             | Sap Season              |  |
| 11             | Book of Mammoths        |  |
|                |                         |  |
| 12             | New Nivagi              |  |
| 12             | Crane Song              |  |
|                |                         |  |
| 13             | Fiddle of Nowhere       |  |
| 13             | A Splash of Mink        |  |
|                |                         |  |